# SLinCA@Home
SLinCA@Home (Scaling Laws in Cluster Aggregation — масштабно-инвариантные закономерности в агрегации кластеров) —научно-исследовательский проект, который использует компьютеры, соединенные сетью Интернет, для исследований в области материаловедения.
SLinCA@Home основан группой научных сотрудников из Института металлофизики им. Г. В. Курдюмова (ИМФ) Национальной академии наук Украины. Проект использует программное обеспечение BOINC, платформу SZTAKI Desktop Grid и API для распределенных вычислений (DC-API) от SZTAKI. SLinCA@Home включает несколько научных приложений, посвященных поиску масштабно-инвариантных закономерностей в экспериментальных данных и результатах компьютерного моделирования.

## История
Проект SLinCA@Home ранее был запущен в январе 2009 года как часть проекта Седьмой рамочной программы (Seventh Framework Programme — FP7) Европейского Союза для финансирования научных исследований и технологического развития в Европе. В 2009—2010 годах он использовал мощности локального «Настольного грида» ИМФ; с декабря 2010 года использует инфраструктуру распределенных вычислений, которая предоставляется волонтёрами для решения сложных вычислительных задач. Сейчас проект управляется группой учёных из ИМФ НАНУ в тесном сотрудничестве с партнерами из IDGF Архивная копия от 24 февраля 2011 на Wayback Machine и Distributed Computing team 'Ukraine' Архивная копия от 14 марта 2022 на Wayback Machine. С июня 2010 SLinCA@Home работает в рамках проекта DEGISCO FP7 Архивная копия от 26 февраля 2011 на Wayback Machine ЕС.

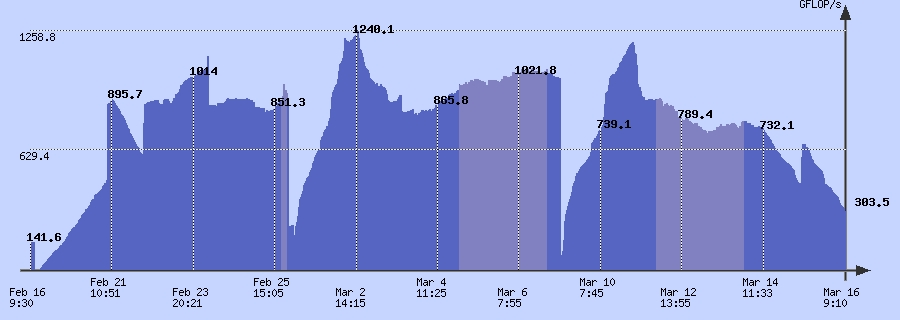
Производительность SLinCA@Home на 16 марта 2011.

SLinCA@Home имеет статус альфа-версии.
По неофициальной статистике BOINCstats (на март 2011) более 2000 волонтёров из 39 стран приняли участие в проекте, сделав его вторым по популярности BOINC-проектом на Украине (после проекта Magnetism@Home). Около 700 активных пользователей обеспечивают 0,5—1,5 TFLOPS вычислительной мощности вычислительной мощности.
Одно приложение SLinCA было запущено на открытой глобальной инфраструктуре распределенных вычислений (SLinCA@Home); три других (MultiScaleIVideoP, CPDynSG и LAMMPS over DCI) находятся в стадии тестирования на закрытом локальном «Настольном гриде» ИМФ.

## Приложения
Проект SLinCA@Home был создан для поиска неизвестных ранее масштабно-инвариантных закономерностей по результатам экспериментов и моделирования в следующих научных приложениях.

### Scaling Laws in Cluster Aggregation (SLinCA)
SLinCA (Scaling Laws in Cluster Aggregation) является первым приложеним портированным на DG инфраструктуру лабораторией физики деформационных процессов ИМФ. Её целью является найти законы масштабной инвариантности в кинетическом сценарии агрегации мономера в кластерах различных видов и в различных научных областях.
Процессы агрегации кластеров исследуются во многих отраслях науки: агрегации дефектов в материаловедении, динамике популяций в биологии, росте и развитии городов в социологии, и т. д. Существующие экспериментальные данные свидетельствуют о наличии иерархической структуры на многих масштабных уровнях. Имеющиеся теории предлагают множество сценариев агрегации кластеров, формирования иерархических структур, и объяснения их масштабно-инвариантных свойств. Для их проверки необходимо использовать мощные вычислительные ресурсы для обработки огромных баз данных экспериментальных результатов. Обычное моделирование одного процесса агрегации кластеров с 106 мономерами занимает приблизительно 1—7 дней на одном современном процессоре, в зависимости от числа шагов в методе Монте-Карло.
Выполнение SLinCA в грид в ИРВ, позволяет использовать сотни машин с достаточной вычислительной мощностью для моделирования множества сценариев за гораздо более короткие сроки.
Типичные технические параметры для запуска ИРВ-версии приложения SLinCA в глобальной открытой ИРВ:
- Текущие условия для 1 задачи на 1 ядро CPU (2,4 ГГц): время выполнения ~2-4 часа; ОЗУ<60 Мб; НЖМД<40 Мб.
- Чекпойнтинг: н/д (в процессе тестирования).
- Хронометраж выполнения заданий: нелинейный.

Результаты
Предварительные результаты приложения SLinCA были получены на EGEE вычислительных ресурсах тестовых инфраструктур CETA-CIEMAT и XtremWeb-HEP LAL; опубликованы в 2009 в стендовом докладе 4th EDGeS training event and 3rd AlmereGrid Workshop, Алмере, Нидерланды (29-30 Марта, 2009).
Планы
- Обновление для стабильности чекпоинтов и поддержки расчётов на GPU NVIDIA (оценка роста производительности — 50—200 %).
- Миграция на платформу OurGrid для тестирования и демонстрации потенциальных механизмов взаимодействия между мировыми сообществами с различными парадигмами распределенных вычислений. SLinCA планируется портировать на платформу OurGrid, ориентированную на поддержку пиринговых настольных гридов, которые отличаются от волонтёрских распределенных вычислений на базе «Настольного грида» ИМФ.

### Multiscale Image and Video Processing (MultiScaleIVideoP)
Оптическая микроскопия обычно используется для анализа структурных характеристик материалов в узких диапазонах увеличения, небольшой исследуемой области, и в статическом режиме. Однако множество критических процессов, связанных с началом и динамическим распространением разрушения наблюдаются в широком временном диапазоне от 10−3 с до 103 с и на многих масштабних уровнях от 10−6 м (одиночные дефекты) до 10−2 м (связанные сети дефектов). Приложение Multiscale Image and Video Processing (MultiscaleIVideoP) предназначено для обработки записанной эволюции материалов во время механической деформации на испытательной машине. Расчеты включают в себя множество параметров физического процесса (скорость, усилие, увеличение, условия освещения, аппаратные фильтры, и т. д.) и параметров обработки изображения (распределение по размерам, анизотропия, локализации, параметры масштабирования и т. д.). А потому расчеты очень трудоемки и выполняются очень медленно. Вот почему появилась крайняя необходимость использования более мощных вычислительных ресурсов. Выполнение этого приложения в ИРВ, позволяет использовать сотни машин с достаточной вычислительной мощностью для обработки изображений и видео в более широком диапазоне масштабов и за гораздо более короткие сроки.
Типичные технические параметры для запуска ИРВ-версии приложения MultiScaleIVideoP на закрытом локальном «Настольном гриде» ИМФ:
- Текущие условия для 1 задачи на 1 ядро CPU (2,4 ГГц): время выполнения ~20-30 мин; ОЗУ<200 Мб; НЖМД<500 Мб.
- Чекпойнтинг: н/д (в процессе тестирования).
- Хронометраж выполнения заданий: линейный.

Результаты
Предварительные результаты приложения MultiScaleIVideoP были получены на EGEE-вычислительных ресурсах тестовых инфраструктур CETA-CIEMAT и XtremWeb-HEP LAL; опубликованы в 2009 году в стендовом докладе на 4th EDGeS training event and 3rd AlmereGrid Workshop в Алмере, Нидерланды (29-30 Марта, 2009).
В январе 2011 года были получены и опубликованы дальнейшие результаты обработки данных видеонаблюдения в ходе экспериментов с циклическим стесненным нагружением алюминиевой фольги.
Планы
- Обновление для стабильности чекпоинтов и поддержки расчётов на GPU NVIDIA (оценка роста производительности — 300—600 %).

### City Population Dynamics and Sustainable Growth (CPDynSG)
Известно, что рост городов (муниципалитетов, округов и т. д.) объясняется миграцией, слиянием, ростом населения и т. д. Так замечено, что распределение городов по их размерам во многих странах подчиняется степенному закону. Эта зависимость подтверждается данными для популяций в различных городах в период их начальной истории. Население во всех крупных городах растет гораздо быстрее, чем страна в целом за значительный диапазон времени. Однако, как и в городах достигших зрелости, их рост может замедлиться или количество населения может даже снизиться по причинам, не связанным с миграцией в еще большие города. Различные теории дают темпы роста, асимптотики, и распределения таких групп населения. Важной особенностью приложения является сравнение имеющихся теорий с данными наблюдений и прогнозирования сценариев динамики устойчивого роста населения для различных национальных и международных регионов. Приложение City Population Dynamics and Sustainable Growth (CPDynSG) позволяет исследовать связь между огромным объемом экспериментальных данных и найти качественное соответствие между предсказаниями разных моделей и имеющимися историческими данными.
Типичные технические параметры для запуска ИРВ-версии приложения CPDynSG на закрытом локальном «Настольном гриде» ИМФ инфраструктуры:
- Текущие условия для 1 задачи на 1 ядро CPU (2,4 ГГц): время выполнения ~20-30 мин; ОЗУ<20 Мб; НЖМД<50 Мб.
- Чекпойнтинг: н/д (в процессе тестирования).
- Хронометраж выполнения заданий: линейный.

Результаты
В июне-сентябре 2010 года были получены результаты в отношении концепции, результатов портирования ИРВ-версии приложения CPDynSG на базе платформы BOINC, платформу SZTAKI Desktop Grid, и API для распределенных вычислений (DC-API) от SZTAKI, а также предварительные результаты для распределения размеров городов в нескольких странах Центральной и Восточной Европы. Отмечена характерная изоляция распределения размеров городов в Венгрии, а также обнаружена очень похожая эволюция распределения по размерам городов на Украине и в Польше. Эти результаты были представлены на Cracow Grid Workshop’10 Архивная копия от 28 июля 2011 на Wayback Machine (11-13 октября, 2010) в устном и стендовом докладах. Представленный стенд был отмечен наградой «За лучший стендовый доклад Cracow Grid Workshop’09».
Планы
Текущая версия приложения CPDynSG будет обновлена для стабильности чекпоинтов, новой функциональности и поддержки NVIDIA GPU-расчетов для выполнения анализа быстрее (по оценкам от 50 до 200 % быстрее).

### Large-scale Atomic/Molecular Massively Parallel Simulator (LAMMPS) в ИРВ
Поиск новых наноразмерных функциональных устройств стал важным направлением в современном материаловедении. Но контролируемое производство наноразмерных функциональных устройств требует тщательного выбора и настройки критических параметров (элементов, потенциалов взаимодействия, режимов внешнего воздействия, температуры, и т. д.) атомной самоорганизации в разрабатываемых моделях и структурах для наномасштабных функциональных устройств. Вот почему молекулярно-динамическое моделирование процессов нанопроизводства с декомпозицией физических параметров и перебором параметров методом «грубой силы» является весьма перспективным. Для этой цели был выбран очень популярный некоммерческий пакет с открытым кодом «Large-scale Atomic/Molecular Massively Parallel Simulator» (LAMMPS) как кандидат для портирования в ИРВ на основе платформы BOINC, SZTAKI Desktop Grid, и API для распределенных вычислений (DC-API) от SZTAKI. Как правило, для такого моделирования нанообъектов со многими параметрами требуется чрезвычайно много вычислительных ресурсов. Типичное моделирование исследуемых наноструктур для одной конфигурации физических параметров — например, для моделирования физических процессов в течение 1—10 пикосекунд металлических монокристаллов (Al, Cu, Mo, итд.) с 107 атомов — требуется приблизительно 1—7 дней на одном современном CPU.
Выполнение LAMMPS в Грид в ИРВ позволяет использовать сотни машин одновременно и получить огромное количество вычислительных ресурсов для проведения моделирования в широком диапазоне физических параметров (конфигураций) и в гораздо более короткие сроки.
Типичные технические параметры для запуска ИРВ-версии приложения MultiScaleIVideoP на закрытом локальном «Настольном гриде» ИМФ:
- Текущие условия для 1 задачи на 1 ядро CPU (2,4 ГГц): время выполнения ~2-48 часов; ОЗУ<500 Мб; НЖМД<1 Гб.
- Чекпойнтинг: н/д (в процессе тестирования).
- Хронометраж выполнения заданий: линейный.

Результаты
В сентябре-октябре 2010 полученные предварительные результаты были представлены в устной презентации на Международной Конференции «Наноструктурные материалы-2010» (недоступная ссылка), Киев, Украина

Планы
Текущаяя версия LAMMPS с применением ИРП приложения будет обновлена для стабильности чекпоинтов, новой функциональности и поддержки NVIDIA GPU-расчетов для выполнения анализа быстрее (по оценкам от 300 до 500 % быстрее).

## Партнеры
- Проекты FP7 Евросоюза (DEGISCO и EDGeS).
- Сообщества волонтёров (команда распределенных вычислений «Украина»).
- Профессиональные сообщества экспертов в области распределенных вычислений (International Desktop Grid Federation).

## Награды

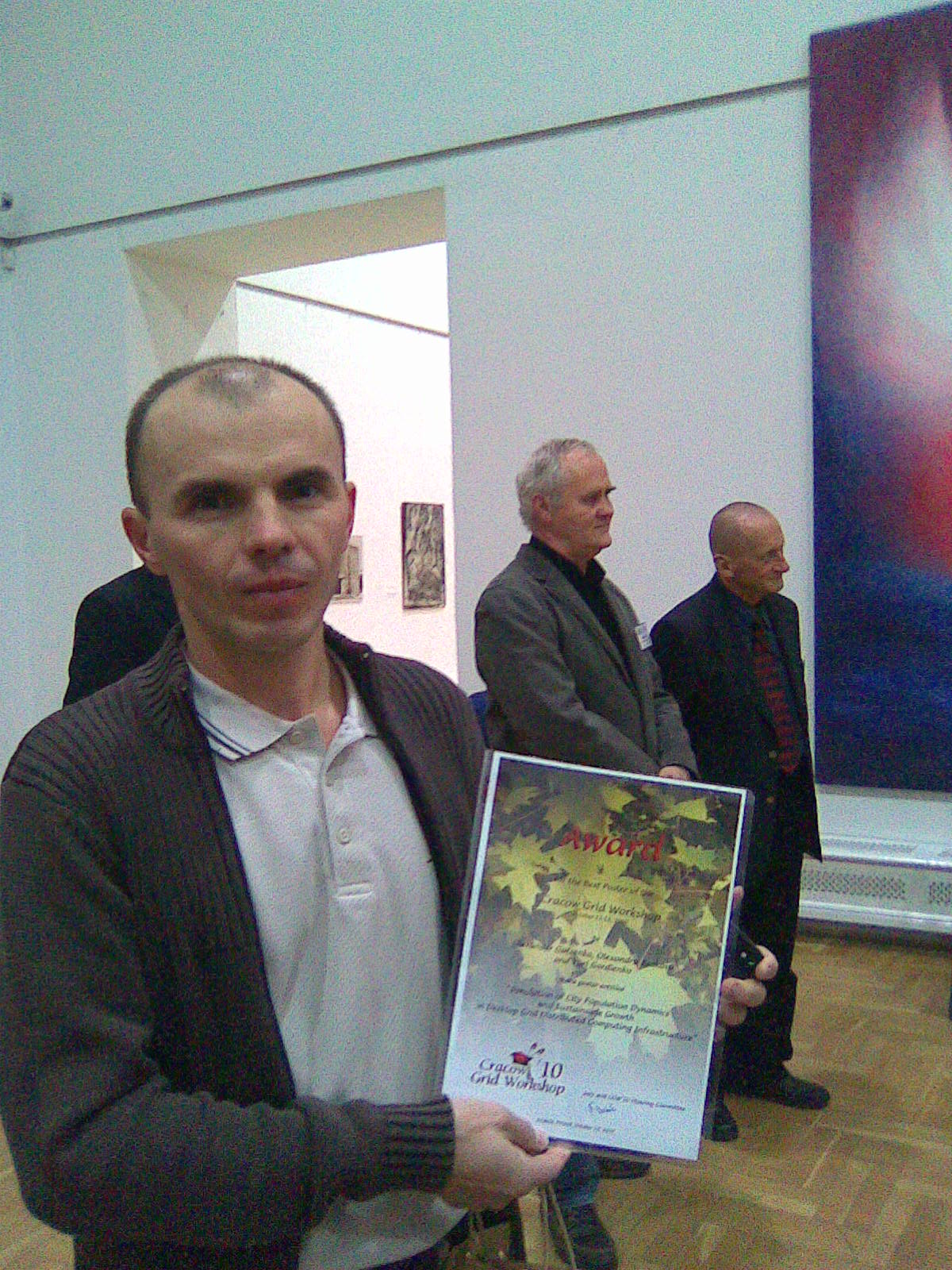
Партнер IDGF Юрий Гордиенко c дипломом за лучший постер на CGW’10.

- 2009 — «За лучший стендовый доклад Cracow Grid Workshop’09», Краков, Польша (12-14 Октября, 2009) — отчет об идее и результатах портирования приложения MultiScaleIVideoP с MATLAB-библиотеками для ИРВ на основе BOINC- и SZTAKI Desktop Grid-платформ, а также XtremWeb-HEP-платформы, где применимость интеграции MATLAB объектов и кодов для распределенных вычислений демонстрируется на примере обработки изображений и видео в области материаловедения и микроскопии.[8]
- 2010 — «За лучший стендовый доклад Cracow Grid Workshop’10», Краков, Польша (11-13 Октября, 2010) — отчет о концепции и результатах портирования CPDynSG приложений для ИРВ на основе BOINC- и SZTAKI Desktop Grid-платформ со сравнительным анализом имеющихся теорий с экспериментальными наблюдениями, а также типичными сценариями динамики роста населения для различных стран Центральной и Восточной Европы.[6]